# Arbejder og Kolkhozkvinde
Arbejder og Kolkhozkvinde (russisk: Рабо́чий и колхо́зница) er en skulptur af to figurer, en mand og en kvinde, med hammer og segl hævet over deres hoveder. Konceptet og kompositionen af designet er udviklet af Boris Iofan. Skulpturen er 24,5 meter høj og lavet i rustfrit stål af kunstneren Vera Mukhina til Verdensudstillingen i Paris i 1937 og efterfølgende flyttet til Moskva. Skulpturen er et eksempel på socialistisk realisme i en Art Deco-æstetik. Arbejderen hæver hammeren og kolkhozkvinden hæver et segl for at danne symbolet for Sovjetunionen: hammer og segl.

## Historie
Skulpturen blev oprindeligt lavet til at krone den sovjetiske pavillon til Verdensudstillingen i Paris i 1937. Organisatorerne havde placeret den sovjetiske og den nazi-tyske pavillon overfor hinanden på hovedboulevaren Trocadéro på Seinens nordlige bred.
Vera Mukhina var inspireret af sine studier af de klassiske statuer Harmodius og Aristogeiton, Nike fra Samothrake og Marseillaisen, François Rudes skulpturgruppe på Triumfbuen, for at bringe en monumental komposition af den socialistisk realistiske selvtillid ind i hjertet af Paris. De to figurers symbolik som stræbende fra Vest mod Øst, hvilket desuden blev bemærket af tilskuerne.
Mukhina sagde, at hendes skulptur skulle "fortsætte den iboende idé i bygningen, og at skulpturen skulle være en uadskillelig del af hele strukturen", men efter Verdensudstillingen blev Arbejder og Kolkozkvinde sendt til Moskva, hvor den blev opsat umiddelbart uden for Det Altrussiske Udstillingscenter.
I 1941 modtog Mukhina en af det første Stalinpriser for skulpturen.
Skulpturen blev fjernet for at blive restaureret i efteråret 2003 forud for Expo 2010. Den oprindelige plan var at genindsætte skulpturen i 2005, men fordi verdensudstillingen ikke blev givet til Moskva men til Shanghai, blev restaureringsprocessen og genopsætningen forsinket på grund af manglende finansiering.
Ved udgangen af 2009 vendte skulpturen til dens plads ved Det Altrussiske Udstillingscenter efter seks års restaurering. Afsløringen af den restaurerede skulptur blev holdt om aftenen den 4. december 2009 akkompagneret af fyrværkeri og et lysshow. Den restaurerede statue bruger en ny pavillon som dens piedestal som hæver dens totale højde fra 34,5 meter (dens gamle piedestal var 10 meter høj) til 60 meter (den nye pavillon er 34,5 meter høj plus skulpturens 24,5 meter).

## Produktion og opsætning
Skulpturens korpus er levet på Moskva-fabrikken kaldet "Stankoagregat", og skulpturens mindre dele af dens yderste lag blev lavet på en forskningsfabrik under det centrale forskningsinstitut for maskinteknik og metalarbejde, overset af professor Pyotr Nikolayevich Lvov. Han anbefalede at bruge rustfrit kromnikkel stål til skulpturen, på trods af tvivl fra Mukhina og resten af teamet. Hovedårsagen til at stål blev valgt over bronze eller kobber, var på grund af stålens bedre evne til at reflektere lys. Målet med skulpturen var at lyse stærkere end ørnen på den nazi-tyske pavillon og selve Eiffeltårnet. Lvov opfandt modstandspunktsvejsning, en teknik der blev brugt til ydersiden af fly siden 1930'erne. I stedet for at bruge den normale nittemetode blev det valgt at bruge punktsvejsningen til at samle skulpturen.

Ved begyndelsen af projektet havde arbejderne fire gipsskulpturer at arbejde ud fra, hvor den højeste var 95 cm. De samlede skulpturen i fabrikkens gård ved at bruge en kran der var 35 meter høj med en 15 meter bom. Skabelonerne til skulpturens belægning blev lavet af træ, og tømrerne brugte 15 cm tykke plader. De formgivne dele blev derefter formet fra skulpturens inderside. Folk involveret i projektet husker følgende detaljer:
"At arbejde i februar var særligt udfordrende på grund af kulden og stærk vind. Den eneste læ fra vinden var inden i rammen eller "under Kolkhoznitsaens skørt". For at holde varmen, lænede vi os mod en kedel gravet ned i jorden. Derudover skulle vi manuelt påsvejse belægningspladerne".
En anden tilgang måtte bruges for at lave skulpturens hænder og hoveder. I stedet for at bruge træskabeloner, blev der brugt ler til at udfylde de manglende huller, som blev modelleret i stål. Konstruktionen af det bølgende tørklæde viste sig at være udfordrende, da det var et stort og tungt stykke som skulle støttes uden ekstern hjælp. Under dens konstruktion kritiserede fabriksdirektøren S. P. Tambovtsev kunstneren for at skabe forsinkelser med mange omarbejdelser og mente, at tørklædet, som Mukhina havde designet, potentielt kunne ødelægge skulpturen i blæsende vejr. Tambovstevs klager blev imidlertid ignoreret, og ingeniørerne B.A. Dzerzhkovich og A.A. Prikhozhan formåede at skabe et indre fagværk, som tillod tørklædet af fremstå som flyvende i vinden bag de to figurer.
Mens skulpturen blev bygget, blev den understøttet af en tung ramme på 63 tons. Skulpturens ydre skal, lavet af tynde plader af kun 0,5 millimeter stål, vejede kun 12 tons. Hele konstruktionsprocessen tog kun tre og en halv måned. Da skulpturen var samlet blev den beset af en regeringskommission anledt af Kliment Vorosjilov, Sovjetunionens forsvarsminister. Senere samme aften inspicerede Josef Stalin også det færdige monument. Kort herefter blev skulpturen skilt ad og fragtet mod Paris.